# Seria 150.1000
Seria CFR 150.1000 a fost compusă din mai multe serii de locomotive germane DR 52, DR 42, DR 44. 